# إبداع حسابي

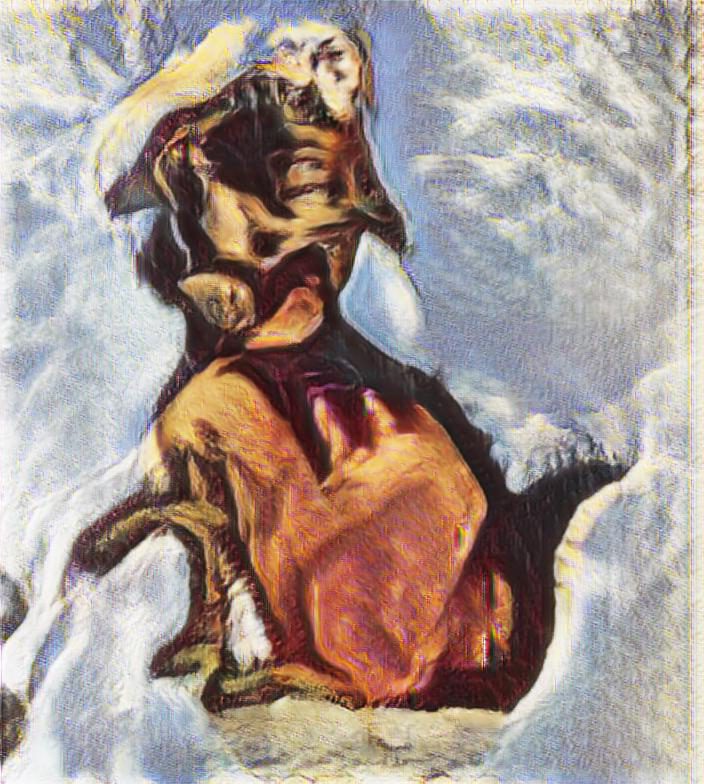
إحدى الصور المستخدمة في أول منشور في العالم لأعمال الذكاء الاصطناعي الفنية.

الإبداع الحسابي، المعروف أيضًا بالإبداع الاصطناعي أو الإبداع الميكانيكي أو الحوسبة الإبداعية أو الحساب الإبداعي، هو مسعى متعدد التخصصات يقع عند تقاطع مجالات الذكاء الاصطناعي، وعلم النفس الإدراكي، والفلسفة، والفنون.
الهدف من الإبداع الحسابي نمذجة أو محاكاة أو تكرار الإبداع باستخدام الكمبيوتر، لتحقيق واحدة من عدة غايات:
- بناء برنامج أو كمبيوتر قادر على الإبداع بمستوى مساوٍ للإنسان.
- لفهم الإبداع البشري فهمًا أفضل وصياغة منظور خوارزمي للسلوك الإبداعي في البشر.
- تصميم برامج قد تعزز الإبداع البشري دون أن تكون بالضرورة خلّاقة بذاتها.

## قضايا نظرية
وفقًا لمقدار النشاط في المجال، مثل المنشورات والمؤتمرات وورش العمل، يُعَد الإبداع الحسابي مجالًا متناميًا للبحث. لكن هذا المجال ما زال يعوقه عدد من المشكلات الأساسية. من الصعب جدًا، وربما من المستحيل، تعريف الإبداع بمصطلحات موضوعية. هل هي حالة ذهنية أم موهبة أم قدرة أم عملية؟ يأخذ الإبداع أشكالًا عديدة في النشاط البشري، وبعض الأشكال البارزة، وبعض الأشكال العادية.
هذه مشكلات تعقد دراسة الإبداع عمومًا، لكن بعض المشكلات ترتبط تحديدًا بالإبداع الحسابي:
- هل يمكن الإبداع أن يكون سلكيًا؟ هل الإبداع في النظام أو في برنامج النظام أو المصمم في الأنظمة الموجودة التي يُعزى إليها الإبداع؟
- كيف نقيم الإبداع الحسابي؟ ما الذي يعد إبداعًا في النظام الحسابي؟ هل نظم توليد اللغات الطبيعية مبتكرة؟ هل أنظمة الترجمة الآلية مبتكرة؟ ما الذي يميز البحث في الإبداع الحسابي عن البحث في الذكاء الاصطناعي عمومًا؟
- إذا كان الإبداع البارز يدور حول كسر القواعد أو تنصل من التقليد، فكيف يصبح بوسع النظام الخوارزمي أن يكون مبدعًا؟ في جوهر الأمر، هذا هو شكل من أشكال اعتراض آدا لوفليس على الذكاء الآلي، ولخصه المنظرون الجُدد مثل تيريزا أمابيل. إذا كانت الآلة قادرة على القيام بما بُرمجَت للقيام به فقط، فكيف يمكن أن يسمى سلوكها مبدعًا؟[2]

الواقع أن ليس كل منظري الحاسب الآلي يتفقون مع فرضية مفادها أن أجهزة الحاسب الآلي لا تستطيع أن تفعل إلا ما يبرمجونه للقيام به. وهي نقطة أساسية لصالح الإبداع الحسابي.

## تعريف الإبداع حسابيًا
نظرًا إلى أنه لا يبدو أنه يوجد منظور واحد أو تعريف يقدم صورة كاملة للإبداع، طور باحثو الذكاء الاصطناعي نيويل وشو وسايمن مزيجًا من الحداثة والفائدة في حجر الزاوية لوجهة نظر متعددة الجوانب للإبداع، التي تستخدم 4 معايير لتصنيف إجابة أو حل معين بوصفه إبداعيًا:
1. الإجابة جديدة ومفيدة، للأفراد أو للمجتمع.
2. تتطلب الإجابة رفضنا للأفكار التي قبلناها من قبل.
3. تنتج الإجابة عن التحفيز الشديد والمثابرة.
4. تأتي الإجابة من توضيح مشكلة كانت غامضة أصلًا.

مع أن ما سبق يعكس نهج «من أعلى إلى أسفل» للإبداع الحسابي، فقد طُوِّر مؤشر ترابط بديل بين علماء النفس الحسابيين «من القاعدة إلى القمة» المشاركين في أبحاث الشبكة العصبية الاصطناعية. خلال أواخر ثمانينيات وأوائل تسعينيات القرن العشرين، مثلًا، كانت هذه الأنظمة العصبية المولدة مدفوعة بخوارزميات وراثية. نجحت التجارب التي اشتملت على الشبكات المتكررة في تهجين الألحان الموسيقية البسيطة والتنبؤ بتوقعات المستمعين.
بالتزامن مع مثل هذا البحث، أخذ عدد من علماء النفس الحسابيين وجهة النظر، التي أشاعها ستيفن ولفرام، بأن سلوكيات النظام التي يُنظر إليها بوصفها معقدة، متضمنةً المخرجات الإبداعية للعقل، قد تنشأ مما يمكن اعتباره خوارزميات بسيطة. ومع نضج التفكير الفلسفي العبقري، بات من الواضح أيضًا أن اللغة تشكل في واقع الأمر عقبة أمام إنتاج نموذج علمي للإدراك، سواء أكان إبداعًا أم لم يكن، وذلك لأنها تحمل معها العديد من المغالطات غير العلمية التي كانت أكثر نفعًا من كونها دقيقة. وهكذا نشأت أسئلة بطبيعة الحال حول مدى الثراء والتعقيد والروعة في واقع الإدراك الإبداعي.

## الشبكات العصبية الاصطناعية
قبل عام 1989، كانت الشبكات العصبية الاصطناعية تُستخدم لنمذجة جوانب معينة من الإبداع. درّب بيتر تود (1989) أولًا شبكة عصبية لإعادة إنتاج ألحان موسيقية من مجموعة تدريبية من القطع الموسيقية. ثم استخدم خوارزمية تغيير لتعديل معلمات إدخال الشبكة. تمكنت الشبكة من توليد موسيقى جديدة عشوائيًا بطريقة غير منضبطة إلى حد بعيد. سنة 1992، وسّع تود هذا العمل، باستخدام ما يُسمى بنهج المعلم البعيد الذي طوره بول مونرو، وبول ويربوس، ود. نجوين، وبرنارد ويدرو، ومايكل آي جوردان، وديفيد روميلهارت. في النهج الجديد توجد شبكتان عصبيتان، إحداهما توفر أنماط التدريب لأخرى. في جهود لاحقة قام بها تود، اختار الملحن مجموعة من الألحان التي تحدد مساحة اللحن، ووضعها على مستوى ثنائي الأبعاد بواجهة رسومية تعتمد على الماوس، وتدريب شبكة اتصال لإنتاج تلك الألحان، والاستماع إلى ألحان «مُقحمة» جديدة تولدها الشبكة تقابل النقاط الوسيطة في المستوى ثنائي الأبعاد.
في الآونة الأخيرة طُوِّر نموذج عصبي دينامي من الشبكات الدلالية لدراسة كيفية ارتباط بنية الاتصال لهذه الشبكات بثراء الهياكل الدلالية، أو الأفكار، التي قد تولدها. وقد ثبت أن الشبكات العصبية الدلالية التي لديها ديناميات أغنى من تلك التي لديها هياكل اتصالية أخرى قد توفر نظرة ثاقبة في القضية الهامة المتمثلة في كيفية تحديد البنية المادية للدماغ واحدة من السمات الأكثر عمقًا للعقل البشري، قدرته على التفكير الإبداعي.

## المفاهيم الأساسية من الأدب

### فئات مهمة من الإبداع
تشير مارغريت بودن إلى الإبداع بوصفه جديدًا فقط للعامل الذي ينتجها بأنه «إبداع ذاتي»، وتشير إلى الإبداع المعترف به بأنه جديد من قبل المجتمع ككل بأنه «إبداع تاريخي». اقترح ستيفن ثالر فئة جديدة يسميها «الإبداع الحشوي» إذ اختُرِعت أهمية للمدخلات الحسية الخام في بنية آلة الإبداع، مع اضطراب شبكات «البوابة» لإنتاج تفسيرات بديلة، وتحول الشبكات النهائية هذه التفسيرات لتتناسب مع السياق الشامل. يُعد الوعي بذاته نوعًا مهمًا من أشكال الإبداع «الحشوي»، إذ اختُرِع المعنى انعكاسيًا لتفعيل دوران الدماغ.

### الإبداع الاستكشافي والتحويلي
تُميز بودن أيضًا بين الإبداع الذي ينشأ من الاستكشاف داخل الفضاء المفاهيمي الراسخ، والإبداع الذي ينشأ من تحول متعمد أو تجاوز هذا الفضاء. وصفت الأول بأنه إبداع استكشافي والأخير بأنه إبداع تحويلي، وترى في هذا الأخير شكلًا من أشكال الإبداع أكثر جذرية وتحديًا وأندر من السابق. باتباع المعايير الواردة أعلاه من نيويل وسايمن، يمكننا أن نرى أن كلا شكلي الإبداع ينبغي أن ينتج نتائج جديدة ومفيدة بدرجة ملحوظة (المعيار 1)، لكن من المرجح أن ينشأ الإبداع الاستكشافي من بحث شامل ومستمر لمساحة مفهومة جيدًا (المعيار 3)، وفي حين ينبغي للإبداع التحويلي أن يتضمن رفض بعض القيود التي تحدد هذا الحيز (المعيار 2)، أو بعض الافتراضات التي تحدد المشكلة ذاتها (المعيار 4). ووجهت رؤى بودن العمل في مجال الإبداع الحسابي على مستوى عام جدًا، ما يوفر محكًا ملهمًا لأعمال التنمية أكثر من كونه إطارًا فنيًا للمادة الحسابية. ومع ذلك، فإن رؤى بودن في الآونة الأخيرة هي أيضًا موضوع إضفاء الطابع الرسمي، خاصةً في عمل جيرن ويغينز.

### الإنشاء والتقييم
المعيار الذي يقضي بأن تكون المنتجات الإبداعية جديدة ومفيدة يعني أن الأنظمة الحسابية الإبداعية تُنظّم عادة على مرحلتين، إنشاء وتقييم. في المرحلة الأولى، تُنشأ بنى جديدة للنظام نفسه، أي إبداع ذاتي، تُصفّى الثوابت غير الأصلية المعروفة بالفعل بالنظام في هذه المرحلة. ثم تُقيَّم هذه الهيئة من الثوابت الإبداعية المحتملة، لتحديد أي منها مفيد أو غير مفيد. يتوافق هذا الهيكل ذو المرحلتين مع نموذج علم الوراثة لفينكي ووارد وسميث، وهو نموذج نفسي للجيل الإبداعي يستند إلى الملاحظة التجريبية للإبداع البشري.